# ナジーノ
ナジーノ(伊: Nasino)は、イタリア共和国リグーリア州サヴォーナ県にある、人口約200人の基礎自治体（コムーネ）。

## 地理

### 位置・広がり

#### 隣接コムーネ
隣接するコムーネは以下の通り。括弧内のCNはクーネオ県、IMはインペリア県所属を示す。
- アルト (CN)
- アークイラ・ディ・アッローシャ (IM)
- カステルビアンコ
- エルリ
- ガレッシオ (CN)
- オンツォ
- オルメーア (CN)
- ランツォ (IM)

### 地震分類
イタリアの地震リスク階級 (it) では、3 に分類される
。

## 行政

### 分離集落
ナジーノには、以下の分離集落（フラツィオーネ）がある。
- Beo, Borgo(sede comunale), Casale, Chiesa, Costa, Mulino, Madonna di Curagna, Perati, Vignoletto, Vignolo